# Čitinka
La Čitinka o Čita (in russo Читинка, o Чита́?; in lingua buriata: Шэтэ, Šètè) è un fiume dell'Estremo Oriente russo, affluente di sinistra dell'Ingoda. Scorre nel Čitinskij rajon del Territorio della Transbajkalia. 
La sorgente del fiume si trova sulla sella montana che collega i monti Jablonovyj ai monti Čerskij. La lunghezza del fiume è di 210 km, l'area del bacino è di 4 200 km². Scorre prevalentemente in direzioni sud-occidentale e sfocia nell'Ingoda all'interno della città di Čita a 232 km dalla foce del fiume.